# Bedivere

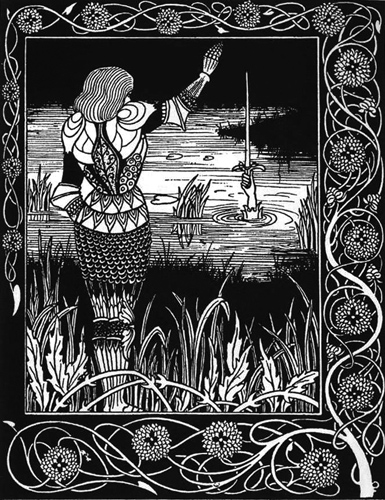
Como Sir Bedivere Lançou a Espada Excalibur na Água. Ilustração de Aubrey Beardsley, 1894.

No ciclo arturiano, Sir Bedivere (galês: Bedwyr; francês: Bédoier, também grafado Bedevere) é o cavaleiro da Távola Redonda que devolve Excalibur para a Dama do Lago.